# 홍성경찰서
홍성경찰서(洪城警察署, Hongseong Police Station)는 충청남도경찰청이 관할하는 경찰서 중 하나이다. 충청남도 홍성군 일대를 관할한다. 충청남도 홍성군 홍성읍 충서로 1254(옥암리 275-1)에 위치하고 있다.
서장은 총경으로 보한다.

## 연혁
- 1906년 7월 16일: 충청남도경무서 홍주분서 설치[3]
- 1908년 7월 28일: 홍주경찰서로 변경[4]

## 조직
| - 청문감사관 - 경무과 - 생활안전과 | - 여성청소년과 - 수사과 | - 경비교통과 - 정보보안과 |

## 관할 지구대 및 파출소
| 명칭           | 사진 | 주소                | 관할구역       | 치안센터     |
| -------------- | ---- | ------------------- | -------------- | ------------ |
| 오관지구대     |      | 홍성읍 내포로 14    | 홍성읍, 구항면 | 구항치안센터 |
| 광천지구대     |      | 광천읍 광천로 341-2 | 광천읍, 은하면 | 은하치안센터 |
| 서부결성파출소 |      | 서부면 서부로 514   | 서부면, 결성면 | 결성치안센터 |
| 금마파출소     |      | 금마면 금북로 32    | 금마면         |              |
| 홍동장곡파출소 |      | 홍동면 홍장남로 711 | 홍동면, 장곡면 | 장곡치안센터 |
| 갈산파출소     |      | 갈산면 갈산로 95    | 갈산면         |              |
| 홍북파출소     |      | 홍북읍 홍북로 442-2 | 홍북읍         | 내포출장소   |

## 같이 보기
- 충청남도지방경찰청